# Salinicoccus
Salinicoccus ist eine Gattung von Bakterien. Die Typusart ist Salinicoccus roseus.

## Merkmale
Die Arten von Salinicoccus sind kugelförmig mit einem Durchmesser von 0,5 bis 2,5 µm. Sie sind nicht beweglich und bilden keine Sporen. Sie sind strikt aerob, d. h., sie benötigen Sauerstoff. Der Katalase- und Oxidase-Test fällt positiv aus.
Salinicoccus ist gemäßigt halophil (salztolerierend). Die verschiedenen Arten wurden u. a. in Sodaseen und in Salzböden gefunden. Salinicoccus jeotgali und S. lutues wurden aus koreanischen fermentierten Meeresfrüchten Jeotgal isoliert. Einige Arten, wie Salinicoccus salsiraiae und S. roseus, reduzieren unter Sauerstoffausschluss Nitrat zu Nitrit. Auch alkaliphile bzw. alkalitolerante Arten sind vorhanden. Salinicoccus alkaliphilus toleriert pH-Werte zwischen 6.5 und 11.5. Bestes Wachstum erfolgt bei pH 9,0.
Bei Salinicoccus jeotgali liegen die höchsten Wachstumsraten bei pH 7, wächst aber auch bei pH-Werten zwischen 6,5 und 11,0.

## Systematik
Salinicoccus zählt zu der Familie Staphylococcaceae der Ordnung Bacillales. Es folgt eine Auflistung einiger Arten der Gattung:
- Salinicoccus albus Chen et al. 2009
- Salinicoccus alkaliphilus Zhang et al. 2002
- Salinicoccus amylolyticus Srinivas et al. 2016
- Salinicoccus carnicancri Jung et al. 2010
- Salinicoccus halodurans Wang et al. 2008
- Salinicoccus hispanicus (Marquez et al. 1990) Ventosa et al. 1993
- Salinicoccus iranensis Amoozegar et al. 2008
- Salinicoccus jeotgali Aslam et al. 2007
- Salinicoccus kunmingensis Chen et al. 2007
- Salinicoccus luteus Zhang et al. 2007
- Salinicoccus qingdaonensis Qu et al. 2012
- Salinicoccus roseus Ventosa et al. 1990
- Salinicoccus salsiraiae França et al. 2007
- Salinicoccus sesuvii Kämpfer et al. 2011
- Salinicoccus siamensis Pakdeeto et al. 2007